# カナダ・フランス・ハワイ望遠鏡

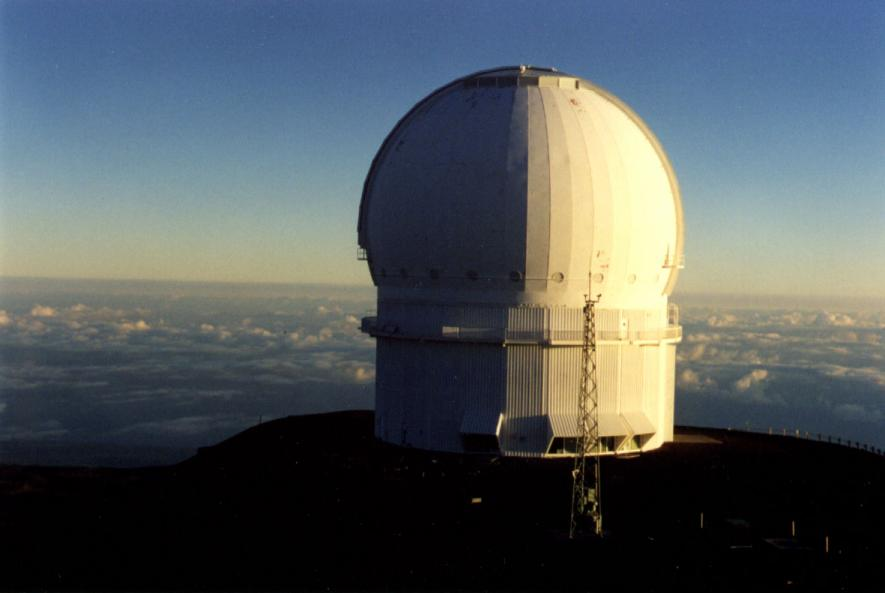
CFHTの朝

カナダ・フランス・ハワイ望遠鏡（Canada-France-Hawaii Telescope 、CFHT）は、アメリカのハワイ州マウナ・ケア山に設置された天文台である。マウナケア天文台群を構成する12の天文台の一つ。

## 概要
マウナケア山の山頂付近（標高4,204m地点）に位置する。口径3.58mのカセグレン式望遠鏡を有しており1979年よりハワイ大学とカナダ、フランス両政府により運用されている。

## 観測機器
CFHTは3カ国によって共同開発された観測装置を備える。主な観測装置は以下の通り。
- MegaPrime/MegaCam: 主焦点に取り付けられた36枚の2048×2048画素CCD（合計340メガピクセル）からなる広視野可視光撮像装置[3]
- WIRCam: 4枚の2048×2048画素CCDからなる広視野赤外線撮像装置。韓国と台湾も製作に参加した。
- ESPaDOnS: 高分散エシェル偏光分光計。偏光の電磁スペクトルを取得可能な独特な分光器。2004年に設置。
- SPIRou: 高分散エシェル赤外線偏光分光計（2022年-。ESPaDOnSの後継機で同様の偏光観測機能を持つ。高精度な視線速度の測定にも使用できる。2018年に設置。